# Jean-Pierre Christin
Jean-Pierre Christin (Lyon, 31 de mayo de 1683-ibídem, 19 de enero de 1755) fue un polímata y filántropo francés del siglo XVIII. Fue socio fundador de la Sociedad Real de Lyon, devenida en la actual Academia de Ciencias, Bellas Letras y Artes de Lyon, y creador de la escala centígrada de temperaturas que indica los valores de 0° para el punto de fusión del agua y 100° para su ebullición, que difundió con la comercialización de los primeros termómetros en operar con dicha escala. A este termómetro se lo conoció en Francia como «termómetro de Lyon» antes de que su escala fuera adoptada como oficial en todo el país. También lo exportó a Londres, donde llegó a ser bastante común, y actualmente lo exhiben junto con su empaquetamiento original en su Museo de Ciencia.

## Biografía

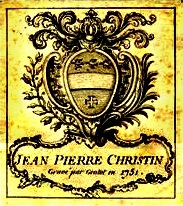
Escudo de la familia de Christin

### Familia
Christin nació en Lyon el 31 de mayo de 1683 como primogénito del matrimonio entre Jean Christin, comerciante de oro de esta ciudad, y Benoite Vilet. Lo bautizaron Jean-Pierre al día siguiente en la parroquia Saint-Pierre - Saint-Saturnin. Sus hermanos, François y Marie, nacieron cinco y ocho años después, respectivamente.
La familia de Christin era originaria de Bugey —actual Ain—; su apellido se debe al nombre de una capilla fundada en 1519 en esa región, específicamente en la localidad de Roussillon; su escudo es de azur con una faja de oro acompañada en su parte superior de tres aves del paraíso de plata y en la inferior de una cruz de Cristo del mismo metal.

### Formación
Realizó su escolaridad en la compañía jesuita de Lyon. Tuvo el deseo de ir a Roma, por admiración a las bellas artes, a las cuales amó desde su infancia, o dedicarse al estudio de la geometría, pero su padre, que gozaba de una fuerte autoridad dentro de su familia, no se lo permitió.
A la edad de 18 años pasó a formar parte de la milicia burguesa de Lyon como oficial de distrito y fue ascendido a capitán por ordenanza del Rey. Bajo este cargo, emprendió la tarea de poner en marcha una fundación creada en 1695 por un predecesor llamado Pierre Giron, destinada a cubrir la dote de las hijas de los indigentes y ayudar a los pobres de su  departamento.
Después de esto, su padre le dejó ir a París en 1701. Durante su larga estancia se perfeccionó en la música. La belleza de su voz, sumada a la facilidad que tenía para interpretar diversos instrumentos, le valieron la admisión en una sociedad musical conocida con el nombre de «Mélophilètes», fundada por Louis de Lubert, quien era presidente del parlamento en aquel entonces, para ofrecer conciertos en su residencia una vez a la semana. En esta ciudad también adquirió conocimiento en todos los campos que le interesaban: pintura, grabado, escultura, arquitectura, etcétera.

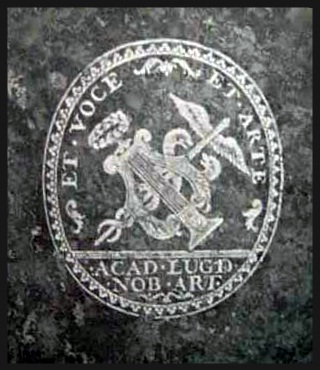
Sello de la Academia

...pero lo que es verdaderamente digno de ser remarcado es que con un rostro agradable, la juventud y la dulzura de la complacencia, y atraído por los placeres que marchan detrás de estos agrados y de los regocijos que había logrado, jamás alteró esta sabiduría de las costumbres, estos principios de buena conducta, que tuvo desde temprano, que conservó hasta el final de su vida, que le merecieron la atención de sus conciudadanos tanto como sus talentos.
Jacques Pernetti en Recherches pour servir à l’histoire de Lyon, ou les Lyonnais dignes de mémoire (1757).

### Legado
De regreso en Lyon, aportó un gusto musical moderno en un lugar donde el progreso venía siendo lento hasta entonces. En 1713 fundó la Academia de Bellas Artes, destinada al estudio de las ciencias y las artes y a la celebración de conciertos. Participó en esta asociación como bibliotecario perpetuo y, debido al aumento del número de sus integrantes y la importancia que logra la Academia, consiguió sus letras patentes en 1724. El 12 de abril de 1736 creó internamente la Sociedad Real, cumpliendo el rol de secretario perpetuo de esta institución. En 1743, a la edad de 59 años, hizo público su «termómetro de Lyon». Para el año 1748 obtuvo las patentes de la Sociedad Real, con lo que logró su autonomía y la separó de la compañía del concierto para dedicarla exclusivamente a las Bellas Artes y a las ciencias.
En 1752 asumió el cargo de director de la Sociedad Real y, a pesar de haber nombrado un secretario interino, desempeñó funciones de ambos puestos, de la Sociedad Real, devenida en la actual Academia de Ciencias, Bellas Letras y Artes de Lyon, siendo también miembro fundador y bibliotecario perpetuo de la Academia de Bellas Artes, que cesó sus actividades en 1773.
Falleció a la edad de 71 años, el 19 de enero de 1755, a causa de una neumonía que le afectó durante cinco días. Legó a su muerte la fundación de un premio para ser entregado anualmente por la Sociedad Real a las mejores presentaciones sobre matemáticas, física y artes de los estudiantes de las respectivas disciplinas.

## La escala centígrada
Si el público quiere adoptar la nueva división de 100 grados, creo que va a hacer bien. Y si, por el contrario, no quiere hacerlo, no lo lamentaré: siempre tendré la satisfacción de haber hecho todo lo posible.
Jean-Pierre Christin a un corresponsal (11 de septiembre de 1743).

### El termómetro de Lyon

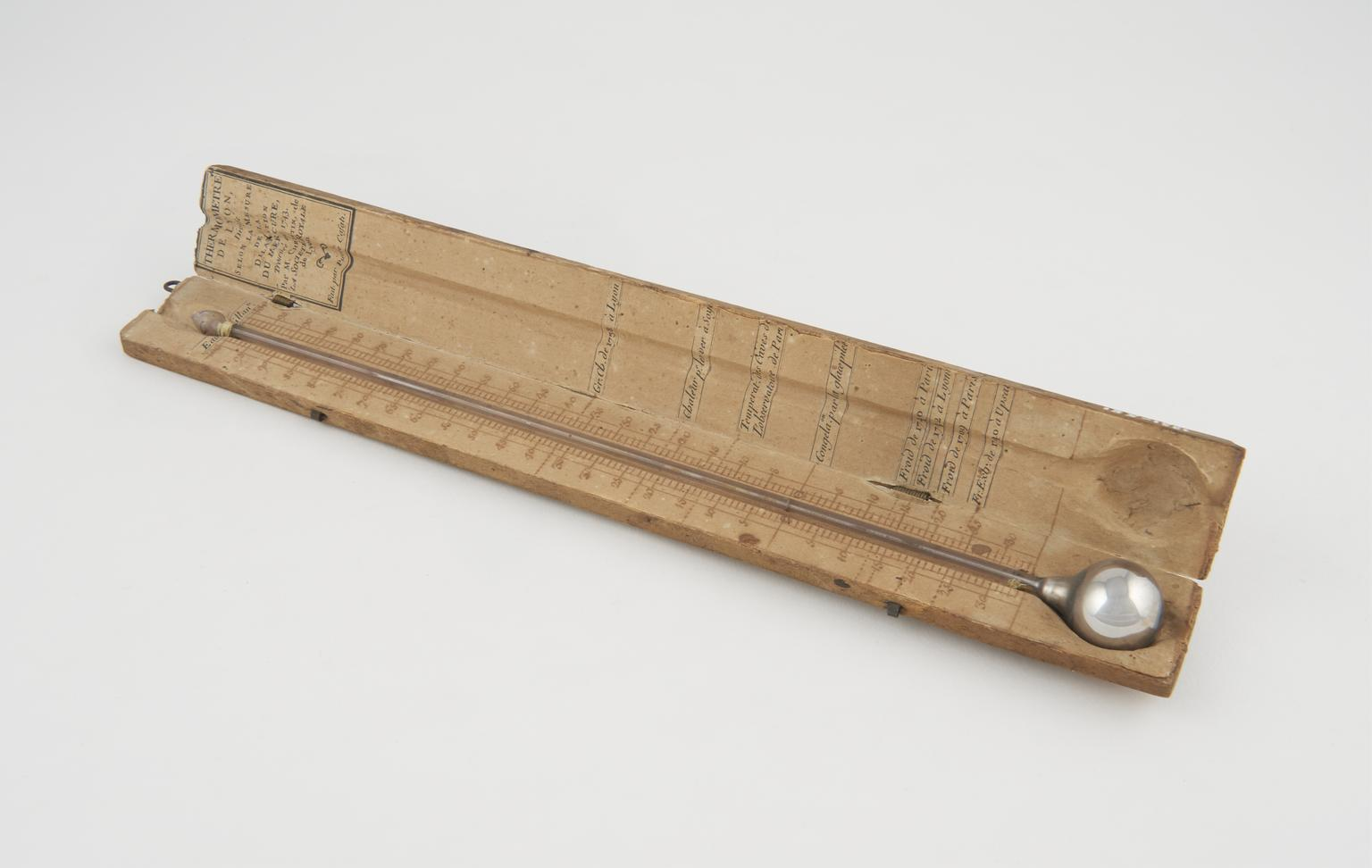
Termómetro de Lyon en el Museo de Ciencias de Londres

Los primeros termómetros utilizados en Lyon estaban hechos según las indicaciones de René Antoine Ferchault de Réaumur, quien creó el termómetro de alcohol en 1730 y le aplicó una graduación dividida en 80 partes entre el punto de fusión del agua —0°— y el punto de ebullición —80°—.
Tras experimentar, Christin consideró que el termómetro de mercurio era preferible al hecho con alcohol y se pronunció a favor de su instrumentación en una conferencia del 13 de junio de 1740.

Reparó en la idea de la división centesimal cuando, en su investigación, observó que una cantidad de mercurio vertida en un tubo de ensayo, primero condensada por el frío de hielo picado y luego dilatada por el calor de agua hirviendo, trasladó su volumen de 66 a 67 partes del tubo y las representó como 6600 y 6700 partes. Al registrar al mercurio dilatado en cien partes, encontró natural dividir en cien centésimas el espacio recorrido, siendo que estas nuevas unidades, más pequeñas que las de Réaumur, estarían más en armonía con las sensaciones causadas por las variaciones de la temperatura.
Con esto en mente, en 1743 creó el «termómetro de Lyon», a base de mercurio y con su nueva escala termométrica de grados centígrados con los valores de 0 grados para indicar la temperatura en la que el agua llega a su punto de fusión y de 100 grados en la que alcanza su punto de ebullición.

### Difusión
Confió a Pierre Casati, maestro vidriero de Lyon de origen italiano, la fabricación de los primeros termómetros de mercurio en manejarse con esta escala para su comercialización.
El 19 de mayo de 1743 presentó su termómetro de Lyon en la Sociedad Real y, a lo largo del año, lo dio a conocer a través de varias publicaciones periódicas.
Para 1746, un óptico lionés de apellido Cassini ya había venido 700 de estos termómetros en París y casi la misma cantidad en Provenza y el Delfinado.
Los lioneses instalaron la escala en Francia, donde se refieren a su graduación como la del termómetro de Lyon. Aun así, el sistema de Réaumur prevaleció en tiempos prerrevolucionarios.
También llegaron a exportarlos a Londres, donde la escala se generalizó bastante. Uno de estos se conserva en el Museo de Ciencias de Londres hasta la actualidad.
En 1769 José Antonio Alzate improvisó uno en México para tomar datos climáticos y enviarlos al observatorio de París y lo deja asentado en el primer documento americano en el que se registran temperaturas con el sistema de Christin.

### Uso oficial
En el año 1794 la Comisión de Pesos y Medidas de la Convención Nacional francesa oficializó su utilización: «El grado termométrico será la centésima parte de la distancia entre la temperatura del hielo y la del agua hirviendo».
Francia expandió su implementación a varios países junto con el Sistema Métrico, mayormente por las conquistas napoleónicas y, luego, por la Convención del Metro.
En 1948 la Conferencia General de Pesos y Medidas decidió nombrar a la unidad termométrica como «grado Celsius» —°C—
y redefinió la escala considerando el punto 0 como 0.01 grados por debajo del punto triple del agua —por ser más exacto que el de su fusión y considerando que no modificaría la escala— y en 1954 precisó este último punto a los 273,16 kelvin —de igual magnitud que los °C—.
Actualmente la unidad resultante forma parte del Sistema Internacional de Unidades —creado por la CGMP en 1960 en reemplazo del Sistema Métrico— como derivada. Su uso es de carácter popular, se la emplea principalmente para comunicar el clima y para medir la temperatura corporal. A pesar de sus variaciones, la denominación de «grado centígrado» sigue siendo aceptada —también es habitual en los países donde la graduación es de uso oficial que simplemente se mencione como «grado» o se escriba su símbolo [º] cuando se entiende que la referencia es a la temperatura— y la escala suele ser explicada según sus antiguos parámetros.

## Premio Christin

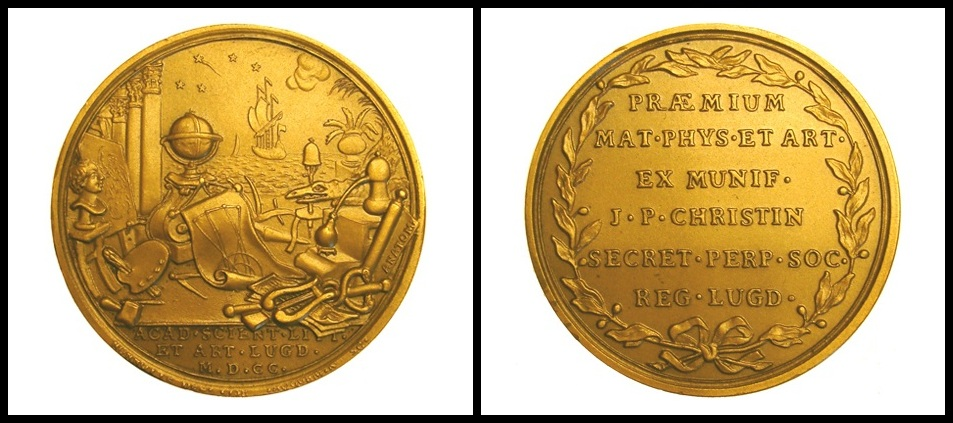
Medalla del premio Christin

### Fundación
En su testamento, fechado el 31 de agosto de 1750, Christin estableció la fundación de su premio y dejó a cargo de la realización a Messire Charles-Joseph de Ruolz, su único heredero. Consistiría en la entrega anual de medallas de oro, del valor de 300 francos cada una, por mediación de la Sociedad Real, a la mejor obra de las que ofrecieran los académicos sobre matemáticas, física o artes. Sustentó el costo de la operación con la hipoteca de todos sus bienes.

### Concurso
La Academia de Ciencias, Bellas Letras y Artes de Lyon, nacida de la fusión entre la Sociedad Real y la Academia de Ciencias y Bellas Letras de Lyon, asumió el compromiso. Fue el único premio creado en el siglo XVIII, de los entregados por la academia, que se perpetuó en el siglo siguiente, tras la interrupción de las actividades académicas durante la Revolución, al ser restituido en 1818 por uno de los sucesores de Messire de Ruolz. A partir de ese momento empezó a llamarse «Christin et de Ruolz». Según las nuevas indicaciones, la medalla llevaría inscrito sobre su reverso: «Premio fundado por el Sr. Christin en 1750, restablecido por el Sr. Marqués de Ruolz en 1818» —«Prix fondé par M. Christin en 1750, rétabli par M. le marquis de Ruolz en 1818»—.
El premio siguió en concurso hasta mediados del sigo XX, época en la que cesó toda entrega de premios de parte de la Academia debido a la devaluación.

## Ensayos
- Mémoire sur l'observation d'une éclipse de lune du 18 décembre, et sur quelques particularités relatives à ce phénomène (1732).
- Instrument propre aux opérations de géométrie pratique et d'astronomie (1736).
- Recherches sur les véritables dimensions du pied de roi et du pied de ville (1736).
- Lettre sur l'usage de la jauge de Lyon (1736).
- Parallèle des diverses méthodes de calcul pour mesurer le cercle (1736).
- Démonstration de divers problèmes de géométrie (1737).
- Méthode pour tracer une méridienne par les hauteurs du soleil (1740).
- Observations sur les baromètres de différents genres (1740).
- Fixation de la latitude ou élévation du pôle de Lyon (1745).
- Remarque sur la chaleur naturelle du corps humain, observée par le moyen du thermomètre de Lyon (1747).
- Sur la chaleur directe du soleil, observée par le même instrument (1747).
- Sur la chaleur des eaux minérales de Baréges (1748).
- Expériences sur l'incubation artificielle des œufs de poule, par le moyen de certains degrés de chaleur (1750).
- Expériences sur les aimants naturels et artificiels de diverses grandeurs (1750).
- Sur l'hygromètre (1750).